# Професійна адаптація
Професійна адаптація — адаптація (пристосування) людини до нових для нього умов праці. Різновид професійної адаптації — виробнича адаптація (пристосування до умов, вимог, норм тощо конкретного виробництва, виробничого процесу). Характеризується досконалим оволодінням вибраною професією або спеціальністю, закріпленням трудових навичок і умінь, що виявляється в стабільному виконанні норм виробітку, високій якості продукції, точності і надійності, творчій активності.

Професійна адаптація — складний і тривалий процес. Психологія вивчає мотивацію і потреби працівника, досліджує рівень його задоволеністю роботою, вплив різних індивідуальних і організаційних характеристик на трудову діяльність.
Адаптація особистості до об'єктивних умов і вимог діяльності забезпечується такими методами: — вдосконалення або зміна в певних межах окремих властивостей; — формування стереотипів дій при незмінних особистісних якостях; — позитивна мотивація до праці; — вироблення індивідуального стилю діяльності. Ці методи, як правило, стосуються тих професій, які ставлять до людини відносні вимоги професійної придатності.
Професійна адаптація фахівця це процес активної взаємодії особистості й соціального середовища з метою досягнення таких стосунків між ними, які в найбільшій мірі забезпечують ефективність професійної діяльності, розвиток диспозиційної концепції і особистісну задоволеність професійною самореалізацією.
Адаптація до професійної діяльності розуміється як активна взаємодія фахівця і соціально-економічного середовища з метою досягнення таких стосунків між ними, які в найбільшій мірі забезпечують ефективність трудової діяльності, розвиток фахового потенціалу і особистісну задоволеність професійною самореалізацією.
Адаптивна стратегія фахівця це рівень відповідності суб’єктивних ресурсів (пригнобити чи звільнити внутрішні ресурси) і об’єктивних можливостей (присвоїти чи перетворювати середовище) елементів адаптації  по відношенню до ступеня збігу його очікувань з реальною виробничою ситуацією, тобто наскільки зближене "Я-базове" і "Я-ситуаційне" фахівця.
Структура професійної  адаптації включає виробничо-технологічні, соціально-психологічні і особистісні елементи.